# Classicisme (muziek)
Het classicisme is een periode in de muziekgeschiedenis van grofweg 1750 (de dood van Johann Sebastian Bach) tot 1820. Het classicisme volgt op de barok en wordt op zijn beurt gevolgd door de romantiek.
Het speelde zich af in de westerse muziek in ongeveer dezelfde tijd als het classicisme in de beeldende kunst en de literatuur, maar het verschil is dat er geen sprake is van het teruggrijpen op vormen van de muziek in de Oudheid.

## Aanloop: pre-klassieke stromingen
In de musicologie werden de wortels van het classicisme lange tijd gekarakteriseerd met termen als rococo, de galante stijl, de empfindsame stijl, en de Sturm und Drang-periode.  Tegenwoordig is 'pre-klassiek' de gangbare overkoepelende term, omdat alle andere aanduidingen slechts een bepaald aspect van de klassieke stijl in wording tot uitdrukking brengen.

## Terminologie: 'klassieke muziek'
Aan de periode van het classicisme ontleent de klassieke muziek haar naam. Binnen de muziekgeschiedenis is zij echter zeer kort, en omvat hoofdzakelijk de periode waarin Wolfgang Amadeus Mozart en Joseph Haydn (de Eerste Weense School) en hun vele tijdgenoten hun werken componeerden. Ook de vroege werken van Ludwig van Beethoven worden hiertoe gerekend, maar hij geldt vooral als degene die de muziekgeschiedenis stuurde in de richting van de romantiek.

## Stijlkenmerken
Het classicisme rekent eigenlijk af met de barokperiode door afnemend gebruik van contrapuntische technieken, en door de opkomst van de homofone zetting, waarin een melodie voornamelijk door akkoorden wordt begeleid. De loutere uitdrukking van de melodie en het gebruik van de harmonie louter als ondersteuning van die uitdrukking (in plaats van een complex meerstemmig weefsel waarin harmonie veeleer het gevolg is van de samenklank van diverse stemmen) is kenmerkend voor het classicisme.
Een van de belangrijkste vernieuwingen, oorspronkelijk afkomstig uit de zogenoemde Mannheimer Schule, is het integrale gebruik van tekens om de dynamiek te noteren (zoals p voor zacht en f voor luid). De muziek blijft tonaal, maar kent een grote verandering: langzamerhand wordt het contrapunt vervangen door de harmonie en begint de pianoforte (het toetsinstrument waarop men zowel hard als zacht kan spelen) aan een sterke opmars. Ze maakt de weg vrij voor de triomftocht van de piano.

## Nieuwe vormen en bezettingen
In de periode van het classicisme ontstaan nieuwe vormen: de sonatevorm, de symfonie, en nieuwe bezettingen: het pianotrio, het strijkkwartet (met als varianten onder meer het pianokwartet en strijkkwintet) en het (dan nog kleine) symfonieorkest.
Van de vormen uit de barokperiode verdween het concerto grosso ten gunste van het soloconcert en de symfonie. Ook de barokke danssuite maakte plaats voor het divertimento en de serenade in een nieuwe vorm. Andere genres zoals opera, oratorium en de katholieke mis bleven volop gehandhaafd.

## Bekende componisten
De bekendste componisten uit deze periode zijn Joseph Haydn, Wolfgang Amadeus Mozart, Ludwig van Beethoven en Franz Schubert, en verder Michael Haydn, Luigi Boccherini, Muzio Clementi, Antonio Salieri, Leopold Mozart, Johann Christian Bach, Carl Philipp Emanuel Bach, Vicente Martín y Soler en Christoph Willibald Gluck. Hierbij markeren Beethoven en Schubert de overgang van het classicisme naar de romantiek, evenals Johann Nepomuk Hummel, Luigi Cherubini, Gaspare Spontini, Giovanni Paisiello, Gioachino Rossini, Ferdinand Ries en Carl Maria von Weber. 
De term Eerste Weense School is van toepassing omdat de broers Haydn, Mozart, Gluck, Salieri, Martin y Soler, Beethoven en Schubert het beslissende deel van hun carrière in Wenen woonden en werkten.